# Víktor Butakov
Víktor Butakov –en ruso, Виктор Бутаков– (Bazhenovo, 8 de febrero de 1928) es un deportista soviético que compitió en biatlón. Ganó dos medallas en el Campeonato Mundial de Biatlón de 1958, plata en la prueba por equipos y bronce en la individual.

## Palmarés internacional
| Campeonato Mundial | Campeonato Mundial   | Campeonato Mundial | Campeonato Mundial |
| Año                | Lugar                | Medalla            | Prueba             |
| ------------------ | -------------------- | ------------------ | ------------------ |
| 1958               | Saalfelden (Austria) | Medalla de plata   | Equipo             |
| 1958               | Saalfelden (Austria) | Medalla de bronce  | Individual         |